# Місія близнюків
Місія близнюків — гонконгський комедійний науково-фантастичний бойовик 2007 року, режисер Конг Тао-Хой.

## Про фільм
Жили собі два брати-близнюки, які працювали у поліції. Один з близнюків — Чонг Сінг, працює у поліцейському відділі, а другий — Чонг Фан, діє під прикриттям.
Коли Чонг Сінг зник внаслідок розслідувань у великій поліцейській операції, Чонг Фан повинен поєднати зусилля з колегою із відділу.
Колега розуміє, що є дві версії однієї і тієї ж історії. Їм необхідно довести свою невинність та розкрити плани злочинців.

## Знімались
| Актор         | Роль           |
| ------------- | -------------- |
| Саммо Хунг    | Дядько Вдача   |
| Джилліан Чанг | Перлина        |
| Шарлін Чой    | Джейд          |
| Ву Цзін       | Лау Гей        |
| Юен Ва        | Чанг Чунг      |
| Шек Сау       | Мок            |
| Сем Лі        | Лам            |
| Альберт Люн   | Залізноголовий |